# Sellos de Alemania en 2009
Los sellos de Alemania en el año 2009 fueron puestos en circulación por el Deutsche Post, la administración postal de Alemania. En total se emitieron 54 sellos postales (4 en hoja bloque), comprendidos en 40 series filatélicas con temáticas diversas.

## Descripción
| Imagen | Fecha de emisión | Nombre del sello (descripción) | Dimensiones (mm)           | Valor facial (en euros) |
| ------ | ---------------- | --- | -------------------------- | ----------------------- |
|        | 02.01            | «Para la beneficencia - Fenómenos celestes» 1) El arcoíris | 55,0 × 32,8                | 0,45+0,20               |
|        | 02.01            | 2) Un atardecer | 55,0 × 32,8                | 0,55+0,25               |
|        | 02.01            | 3) Una aurora polar | 55,0 × 32,8                | 0,55+0,25               |
|        | 02.01            | 4) Un rayo | 55,0 × 32,8                | 1,45+0,45               |
|        | 02.01            | «Servicio al prójimo» 1) Diseño alusivo al 50.º aniversario de las organizaciones humanitarias Misereor y Brot für die Welt | 46,0 × 27,3                | 0,55                    |
|        | 02.01            | «Milenario del Castillo de Tangermünde» 1) Ilustración del Castillo de Tangermünde en la localidad homónima | 46,0 × 27,3                | 0,90                    |
|        | 02.01            | «V centenario del Ayuntamiento de Frankenberg» 1) Ilustración del Ayuntamiento de la Frankenberg | 35,0 × 35,0                | 0,45                    |
|        | 02.01            | «125º aniversario del nacimiento de Theodor Heuss» 1) Retrato de Theodor Heuss, ex presidente federal | 35,0 × 35,0                | 1,45                    |
|        | 12.02            | «225º aniversario del nacimiento de Leo von Klenze» 1) El Propyläen en la Plaza Real de Múnich, edificio clasicista a cargo del arquitecto Leo von Klenze | 35,0 × 35,0                | 0,70                    |
|        | 12.02            | «200º aniversario del nacimiento de Felix Mendelssohn Bartholdy» 1) Retrato del músico y compositor Felix Mendelssohn Bartholdy | 35,0 × 35,0                | 0,65                    |
|        | 12.02            | «100º aniversario del nacimiento de Heinz Erhardt» 1) Retrato del actor y poeta Heinz Erhardt | 35,0 × 35,0                | 0,55                    |
|        | 12.02            | «100º aniversario del nacimiento de HAP Grieshaber» 1) La pintura Der Feuervogel (El pájaro de fuego) del artista HAP Grieshaber | 35,0 × 35,0                | 1,65                    |
|        | 12.03            | «Correos» Diseños gráficos que representan diferentes áreas de la actividad postal 1) Un remitente pegando un sello en una carta | 35,0 × 35,0                | 0,55                    |
|        | 12.03            | 2) En una oficina de correos | 35,0 × 35,0                | 0,55                    |
|        | 12.03            | «175º aniversario del nacimiento de Gottlieb Daimler» 1) Uno de los primeros automóviles, un modelo con ruedas de acero, del ingeniero Gottlieb Daimler | 27,5 × 32,8                | 1,70                    |
|        | 12.03            | «100º aniversario del nacimiento de Golo Mann» 1) Retrato de Golo Mann, historiador literario | 35,0 × 35,0                | 0,45                    |
|        | 09.04            | «Para el deporte» Serie dedicada ese año al XXI Campeonato Mundial de Atletismo celebrado en Berlín del 15 al 23 de agosto 1) Carrera con obstáculos | 55,0 × 32,8                | 0,45+0,20               |
|        | 09.04            | 2) Carrera de velocidad | 55,0 × 32,8                | 0,55+0,25               |
|        | 09.04            | 3) Salto con pértiga | 55,0 × 32,8                | 0,55+0,25               |
|        | 09.04            | 4) Lanzamiento de disco | 55,0 × 32,8                | 1,45+0,55               |
|        | 09.04            | «100º aniversario del nacimiento de Bernhard Grzimek» 1) Imagen de Bernhard Grzimek, veterinario y presentador de programas sobre animales, con un gorila, vistos desde la pantalla de un televisor                                                                              | 35,0 × 35,0                | 0,55                    |
|        | 07.05            | «Europa» 1) Serie anual a cargo de PostEurop, ese año dedicada al Año Internacional de la Astronomía; el sello muestra una representación esquemática de las Leyes de Kepler, a los 400 años de su enunciación                                                                   | 46,0 × 27,3                | 0,55                    |
|        | 07.05            | «Correos» Diseños gráficos que representan diversos áreas de la actividad postal 1) Transporte del correo | 35,0 × 35,0                | 0,55                    |
|        | 07.05            | 2) El reparto del correo | 35,0 × 35,0                | 0,55                    |
|        | 07.05            | «Día del Sello Postal - Tesoros filatélicos» 1) Reproducción de una carta con remitente en la ciudad bávara de Eichstätt que muestra seis sellos Schwarzer Einser (el primer sello emitido en territorio alemán, explícitamente en el Reino de Baviera)                          | 35,0 × 35,0                | 0,55+0,25               |
|        | 07.05            | «Patrimonio de la Humanidad» 1) Representación de los seis Monumentos conmemorativos a Lutero en Eisleben y Wittenberg, inscritos desde 1996 en la lista del Patrimonio de la Humanidad de la Unesco                                                                             | 55,0 × 32,8                | 1,45                    |
|        | 04.06            | «Parque nacionales y naturales de Alemania» (HB) 1) Motivo alusivo al parque nacional de Eifel en las montañas homónimas del estado federal de Renania del Norte-Westfalia | (105,0 × 70,0)             | 2,20                    |
|        | 04.06            | «II milenario de la Batalla de Varo» 1) Detalle de la escultura Hermannsdenkmal, una máscara romana y el busto del emperador César Augusto, con motivo de los 2000 años de la Batalla de Varo                                                                                    | 35,0 × 35,0                | 0,55                    |
|        | 04.06            | «200º aniversario del nacimiento de Heinrich Hoffmann» 1) Ilustración del libro Struwwelpeter (Pedro Melenas), escrito por Heinrich Hoffmann, escritor de libros infantiles | 27,5 × 32,8                | 0,85                    |
|        | 04.06            | «100 años de la Exhibición Aeroespacial Internacional» 1) Cartel de la primera exhibición, acontecida en Fráncfort del Meno, con motivo del centenario de la Exhibición Aeroespacial Internacional (ILA)                                                                         | 35,0 × 35,0                | 0,55                    |
|        | 02.07            | «Faros» 1) El faro de Norderney en la isla homónima | 35,0 × 35,0                | 0,45                    |
|        | 02.07            | 2) El faro Dornbusch en la isla Hiddensee | 35,0 × 35,0                | 0,55                    |
|        | 02.07            | «500º aniversario de Juan Calvino» 1) Retrato de Juan Calvino, teólogo y reformador | 35,0 × 35,0                | 0,70                    |
|        | 02.07            | «600º aniversario de la Universidad de Leipzig» 1) Grabado de 1845 que muestra la Plaza de Augusto de Leipzig con los edificios de la Universidad | 46,0 × 27,3                | 0,55                    |
|        | 02.07            | «100 años del servicio de trenes Sassnitz-Trelleborg» 1) Ilustración del puerto de Sassnitz en 1920, con motivo del centenario del servicio de trenes entre Sassnitz (Alemania) y Trelleborg (Suecia), la llamada Königslinie (línea de los reyes)                               | 55,0 × 32,8                | 1,45                    |
|        | 13.08            | «Para la juventud» Serie dedicada este año a mostrar cuatro capítulos de la serie de televisión Sandmännchen (Hombrecillo de arena), con motivo de su 50.º aniversario 1) Ostseestrand (Playa del Báltico)                                                                       | 35,0 × 35,0                | 0,45+0,20               |
|        | 13.08            | 2) Fliegender Koffer (Baúl volador) | 35,0 × 35,0                | 0,55+0,25               |
|        | 13.08            | 3) Kleinbahn Harz (Trenecito Harz) | 35,0 × 35,0                | 0,55+0,25               |
|        | 13.08            | 4) Planet Gugel (Planeta Gugel) | 35,0 × 35,0                | 1,45+0,55               |
|        | 13.08            | «Milenario de la inauguración de la Catedral de Maguncia» 1) Ilustración de la Catedral de Maguncia | 35,0 × 35,0                | 0,90                    |
|        | 13.08            | «100º aniversario de los albergues juveniles» 1) Motivo alusivo a los albergues juveniles, en ocasión del centenario de la fundación del primer albergue | 46,0 × 27,3                | 0,55                    |
|        | 13.08            | «Automovilismo histórico» (HB) 1) Dibujo alusivo en ocasión del 110.º aniversario de la primera carrera de coches en Alemania | 55,0 × 32,8 (105,0 × 70,0) | 0,85                    |
|        | 03.09            | «Para nosotros los niños» 1) Dibujo a cargo de un niño titulado Cowboy und Indianer (Vaquero e indígena) | 46,0 × 27,3                | 0,55                    |
|        | 03.09            | «Deutscher Bundestag y Bundesrat» (HB) 1) El edificio del Bundestag (Parlamento Federal alemán) en Berlín | 46,0 × 27,3 (130,0 × 90,0) | 0,55                    |
|        | 03.09            | 2) El edificio del Bundesrat (Consejo Federal) en Berlín | 46,0 × 27,3 (130,0 × 90,0) | 0,90                    |
|        | 03.09            | «20 años de la apertura de la frontera Hungría-Austria» 1) Diseño alusivo al 20.º aniversario de la apertura de la frontera entre Austria y Hungría, que muestra un número 20 cortado en dos secciones y cada parte con los colores nacionales de estos dos países y de Alemania | 35,0 × 35,0                | 0,70                    |
|        | 03.09            | «Alemania» 1) Foto de un mar de banderas de Alemania con motivo del 19.º aniversario de la Reunificación alemana | 46,0 × 27,3                | 0,55                    |
|        | 08.10            | «Pintura alemana» 1) El cuadro Stillleben mit Käse und Kirschen (Naturaleza muerta con queso y cerezas) del pintor Georg Flegel | 35,0 × 35,0                | 0,45                    |
|        | 08.10            | «20 años de la Revolución Pacífica» 1) Ilustración alusiva a la Revolución Pacífica (Friedliche Revolution) que muestra una fotografía de las protestas de octubre de 1989 ante la Iglesia de San Nicolás en Leipzig                                                             | 35,0 × 35,0                | 0,55                    |
|        | 12.11            | «Navidad – Tesoros de la Iglesia» Reproducción de dos ilustraciones del manúscrito medieval Misal de Hoya (Hoya-Missale) 1) La adoración de los Reyes | 46,0 × 27,3                | 0,45 + 0,20             |
|        | 12.11            | 2) El nacimiento de Jesús | 46,0 × 27,3                | 0,55+0,25               |
|        | 12.11            | «250º aniversario de Friedrich von Schiller» 1) La silueta del poeta y filósofo Friedrich von Schiller enmarcada en un párrafo de su colección Briefe (Cartas). El texto reza «Die Kunst ist eine Tochter der Freiheit» (El arte es hermano de la libertad)                      | 35,0 × 35,0                | 1,45                    |
|        | 12.11            | «100º aniversario del nacimiento de Marion Gräfin Dönhoff» 1) Retrato de la periodista y escritora Marion Dönhoff enmarcado en una página del periódico Die Zeit que muestra su necrología                                                                                       | 46,0 × 27,3                | 0,55                    |
|        | 12.11            | «Animal del año 2010» 1) Un tejón (Meles meles) | 44,2 × 26,2                | 0,55                    |